# إيفان زوفكو
إيفان زوفكو مواليد 9 مايو 1988 في جمهورية كرواتيا الاشتراكية، جمهورية يوغوسلافيا الاشتراكية الاتحادية، هو لاعب كرة مضرب كرواتي يلعب باليد اليمنى. أعلى تصنيف له في الفردي كان المركز الـ 1084 في سنة 2009. أعلى تصنيف له في الزوجي كان المركز الـ 220 في سنة 2010.

## النهائيات

### الزوجي: 3 (1–2)
| الحصيلة | الرقم | التاريخ (النهائي) | الدورة              | الأرضية | الشريك        | المنافس في النهائي                          | النتيجة          |
| الوصافة | 1.    | 4 يوليو 2010      | أراد، رومانيا       | ترابية  | فرانكو شكاجور | دانيال مونيوز دي لا نافا سيرجيو بيريز بيريز | 4–6, 1–6         |
| الوصافة | 2.    | 25 يوليو 2010     | أوربيتيلو، إيطاليا  | ترابية  | نيكولا مكتيك  | أليسيو دي ماورو أليساندرو موتي              | 2–6, 6–3, [3–10] |
| الفوز   | 3.    | 25 سبتمبر 2010    | ليوبليانا، سلوفينيا | ترابية  | نيكولا مكتيك  | مارين دراجانجا دينو ماركان                  | 3–6, 6–0, [10–3] |

## روابط خارجية
- إيفان زوفكو على موقع رابطة محترفي التنس (الإنجليزية)
- إيفان زوفكو على موقع الاتحاد الدولي لكرة المضرب (الإنجليزية)
- إيفان زوفكو على موقع خلاصة التنس.كوم (الإنجليزية)